# Jellicoe Channel
Der Jellicoe Channel ist der westliche von drei Kanälen, die den Hauraki Gulf in Neuseeland mit dem Pazifischen Ozean verbinden. Er liegt nordöstlich von Auckland und befindet sich zwischen der Insel Te Hauturu-o-Toi / Little Barrier Island und Cape Rodney an der Spitze der Northland Peninsula.
Die zwei anderen Kanäle sind der Cradock Channel und der Colville Channel. Die Benennung des Jellicoe Channel erfolgte zwischen 1934 und 1935 durch das Auckland Harbour Board. Namensgeber ist der britische Admiral John Jellicoe, 1. Earl Jellicoe (1859–1935), Generalgouverneur von Neuseeland von 1920 bis 1924.